# حريق الفحم

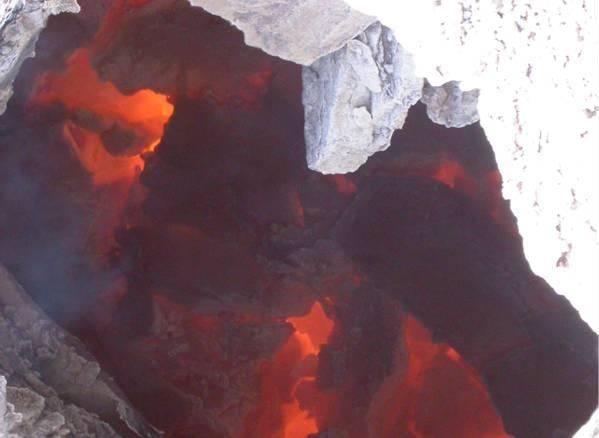
حريق الفحم في الصين

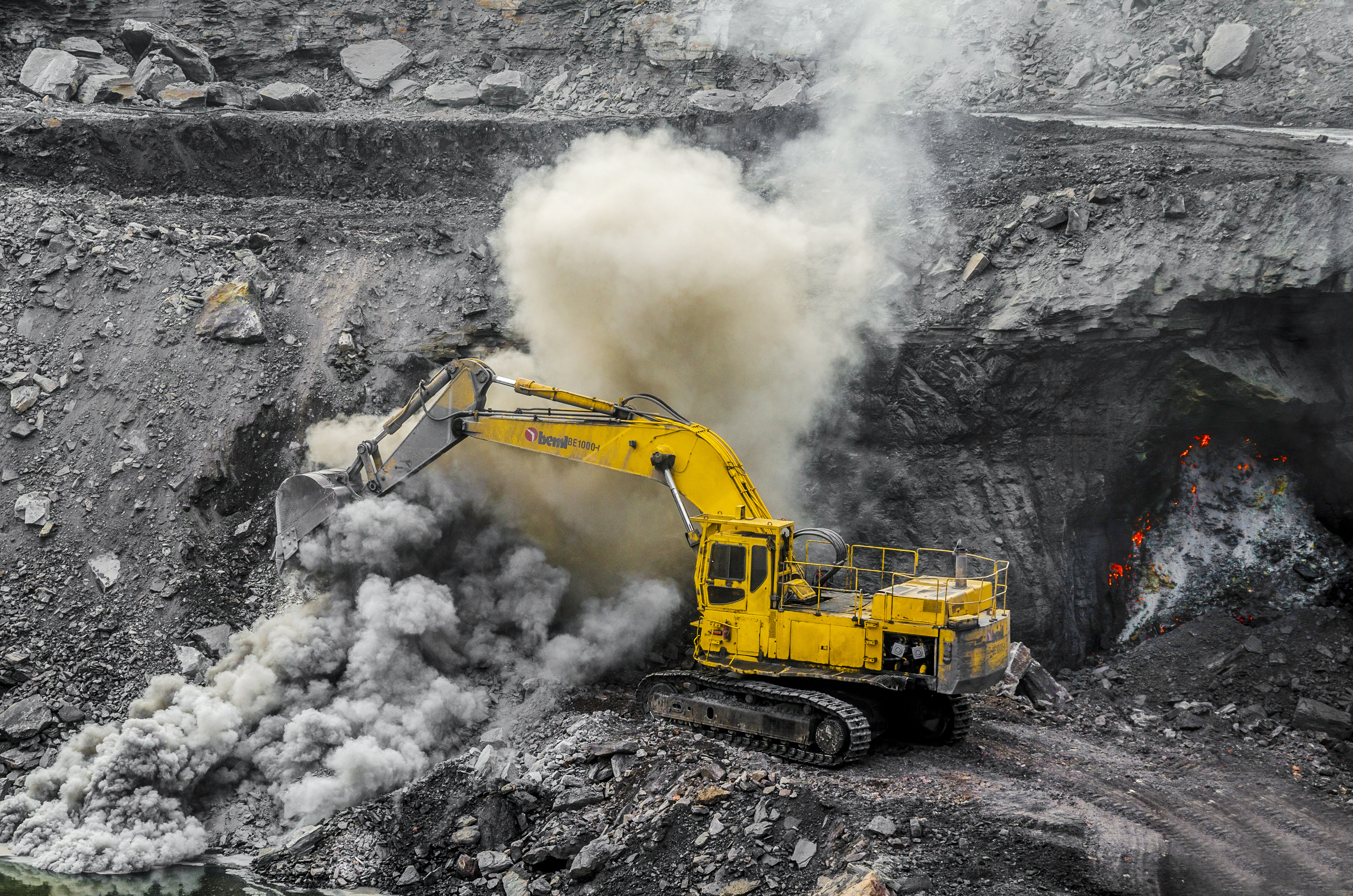
يستمر التعدين المكشوف بالقرب من حريق في حقل جاريا للفحم في الهند.

حريق الفحم هو نوع من الحرائق التي تحدث في طبقات الفحم أو في مخزن الفحم. غالبًا ما يحدث هذا النوع من الحرائق تلقائيًا. الشرط الأساسي لهذا الحريق هو تعرض الفحم للأكسجين. تعود أمثلة حرائق الفحم على الأرض إلى عدة ملايين من السنين. في حريق طبقات الفحم، يمكن أن تحدث هذه الظاهرة من خلال الوسائل الطبيعية، عندما يصل التماس الفحم إلى سطح الأرض بسبب تكون الجبال أو تآكل التربة. كما يمكن أن تحدث هذه الأنواع من الحرائق في التعدين تحت الأرض نتيجة للتهوية في المنجم ودخول الهواء النقي إلى طبقات الفحم. تحدث معظم هذه الحرائق في مناجم مهجورة حيث لا تزال بقايا الفحم موجودة. يمكن أن يحدث هذا الحريق أيضًا عندما يتم نقل الفحم عن طريق السفن أو السكك الحديدية، أو في فحم الكوك ومخلفات الفحم حيث لا تزال بقايا الفحم متركزة في مكان واحد. وخاصة حرائق الفحم تحت الأرض حيث يوجد القليل من الأكسجين والدخان الذي يخرج منه يرجع إلى عدم وجود الأكسجين الكافي للاحتراق الكامل. يعود تاريخ حرائق مناجم الفحم تحت الأرض إلى عدة ملايين من السنين.

## تأثيرات بيئيه

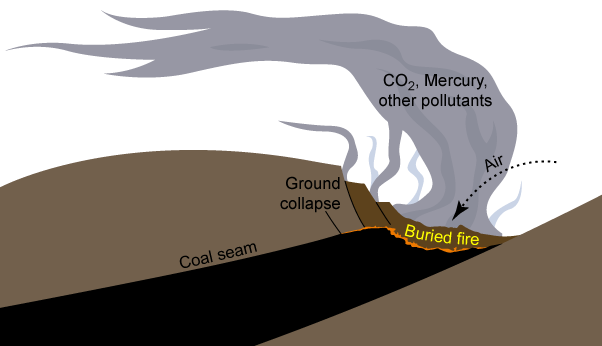
حريق الفحم

تأثيرات بيئيه بالإضافة إلى تدمير المناطق المتضررة، غالبًا ما تنبعث حرائق الفحم من غازات سامة، بما في ذلك أول أحادي أكسيد الكربون وثنائي أكسيد الكبريت. حرائق الفحم في الصين، والتي تستهلك ما يقدر بنحو 20-200 مليون طن من الفحم سنويا، تمثل ما يصل إلى 1٪ من انبعاثات ثاني أكسيد الكربون العالمية من الوقود الأحفوري.

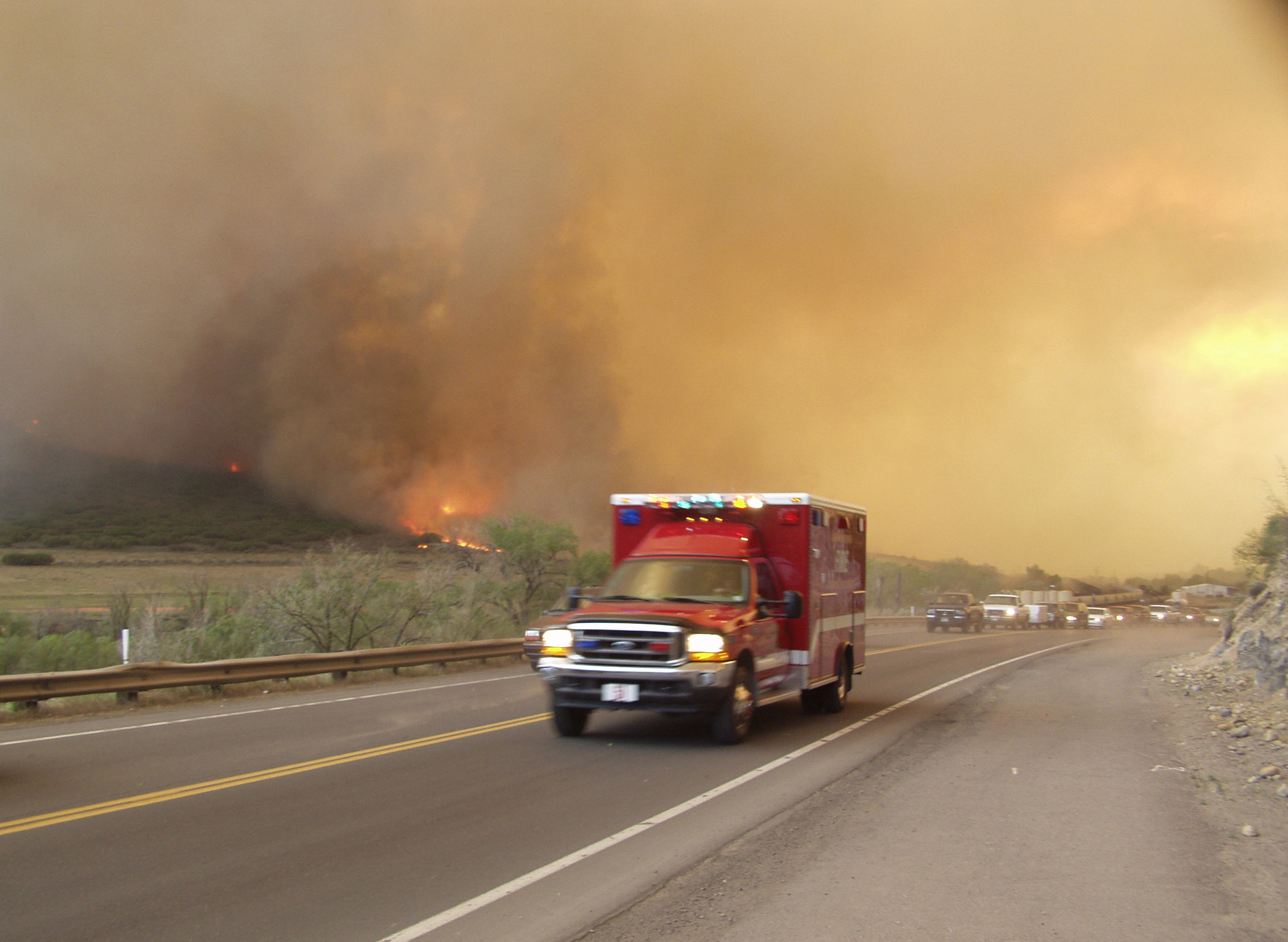
سكان يجلون ويست جلينوود، جلينوود سبرينغز، كولورادو، 2002

سيكون الهبوط أحد أكثر التغييرات وضوحًا. يمكن أن يشمل التأثير البيئي المحلي الآخر وجود نباتات أو حيوانات تساعدها نار الفحم. يمكن أن يعتمد انتشار النباتات غير المحلية على مدة الحريق وحجم المنطقة المتضررة. على سبيل المثال، بالقرب من حريق الفحم في ألمانيا، تم التعرف على العديد من الحشرات والعناكب المتوسطية في منطقة ذات فصول شتاء باردة، ويُعتقد أن ارتفاع درجات حرارة الأرض فوق النار سمح لها بالبقاء على قيد الحياة.